# آدم سميث (لاعب كرة قدم)
آدم سميث (بالإنجليزية: Adam Smith)‏ (23 نوفمبر 1992 بسندرلاند في المملكة المتحدة - ) هو لاعب كرة قدم بريطاني في مركز حراسة المرمى. لعب مع ستيفيناغ بوروه وكامبريدج يونايتد وليستر سيتي ونادي تشيسترفيلد ونادي نورثامبتون تاون ولينكولن سيتي أف سي ونادي مانسفيلد تاون ونونيتون بورو ‏.

## وصلات خارجية
- آدم سميث على موقع قاعدة بيانات كرة القدم.إي يو (الإنجليزية)
- آدم سميث على موقع Soccerbase.com (لاعب) (الإنجليزية)
- آدم سميث على موقع Soccerway.com (الإنجليزية)